# Dacă vesel se trăiește (cântec pentru copii)

Dacă vesel se trăiește (engleză If You're Happy and You Know It) este un cântec repetitiv popular pentru copii din Statele Unite ale Americii, atribuit lui Dr. Alfred B. Smith, la jumătatea anilor 1900. Piesa a fost remarcată pentru asemănările sale cu "Molodiojnaia" (compozitor Isaak Dunaevski) («Молодёжная» композитор Исаак Дунаевский), o melodie care apare în 1938 în filmul muzical sovietic Volga-Volga.

## Povestea cântecului
Piesa a fost publicată în diferite locuri de-a lungul deceniilor următoare, inclusiv un volum de "activități constructive de agrement" pentru copii, o carte de proiecte de teatru pentru copii cu handicap, și un manual pentru azil de bătrâni.
În 1971, Jonico Music depune pentru drepturile de autor asupra melodiei, atribuindu-l lui Joe Raposo.
În prima parte a anilor 2000,  Recording Industry Association of America a urmărit penal persoane pentru descărcarea de muzică folosind servicii de file-sharing. Mass-media de pretutindeni a acordat o atenție deosebită cazului unui băiețel de 12 ani, urmărit penal pentru că a descărcat de pe Kazaa cântecul ''Dacă vesel se trăiește'' (''If You're Happy and You Know It'') 

## Varianta în engleză
Ca multe cântece pentru copii, există mai multe versiuni de versuri. O versiune populară este aceasta:
If you're happy and you know it, clap your hands!

If you're happy and you know it, clap your hands!

If you're happy and you know it, and you really want to show it;

If you're happy and you know it, clap your hands!

## Varianta în limba română[10]
Dacă vesel se trăiește, bate așa

Dacă vesel se trăiește, bate așa

Dacă vesel se trăiește, unul altuia zâmbește

Dacă vesel se trăiește, bate așa.